# Кривоозерський район
Кривоозерський район розташовувався на заході Миколаївської області. Районний центр — Криве Озеро. 19 липня 2020 року район було ліквідовано внаслідок адміністративно-територіальної реформи.

## Загальні відомості
Кривоозерській район знаходиться у північно—західній частині Миколаївській області. Утворено в 1923 році. Площа 0,8 тис.км². Кривоозерській район лежить на відрогах Подільської височини. Поверхня — підвищена хвиляста лесова рівнина, глибоко розчленована ярами та балками. Є виходи кристалічних порід. Абсолютні висоти 80 — 200 м.
Корисні копалини: нікелеві руди, граніти, піски, глини.
Район розташований у Дністровсько—Дніпровський лісостеповій фізико—географічній провінції. Річки — Південний Буг. На північній межі району і його притока Кодима. Споруджено 42 ставки (заг.площа водного дзеркала 417 га). Пересічна температура січня −4,90, липня + 21,20. Період з температурою понад +10 становить 174 дні. Опадів 450 мм на рік, більша частина їх випадає в теплий період. В ґрунтовому покриві переважають чорноземи звичайні, по долинах річок — лучно—чорноземні ґрунти. Кривоозерській район належить до посушливої зони. Площа лісів 405 тис.га, основні породи — дуб, біла акація).
Район межує на півночі із Кіровоградською, на заході з Одеською областями, на сході з Первомайським, на півдні — з Врадіївським районами Миколаївської області.
Адміністративним, господарським і культурним центром району є смт Криве Озеро, яке розташоване від обласного центру Миколаєва на відстані 237 км, від Одеси — 178 км.
Найближча залізнична станція — Любашівка, за 17 кілометрів від Кривого Озера.

## Населення
Розподіл населення за віком та статтю (2001)
| Стать | Всього | До 15 років | 15-24 | 25-44 | 45-64 | 65-85 | Понад 85 |
| --- | ------ | ----------- | ----- | ----- | ----- | ----- | -------- |
| Чоловіки | 13 128 | 2768        | 1729  | 3825  | 3282  | 1455  | 69       |
| Жінки | 15 408 | 2686        | 1819  | 3768  | 3954  | 2850  | 331      |
| \| Статево-вікова піраміда \| Статево-вікова піраміда \| Статево-вікова піраміда \| \| ----------------------- \| ----------------------- \| ----------------------- \| \| Чоловіки \| Вік \| Жінки \| \| 69 \| 85 + \| 331 \| \| 91 \| 80-84 \| 345 \| \| 304 \| 75-79 \| 827 \| \| 517 \| 70-74 \| 958 \| \| 543 \| 65-69 \| 720 \| \| 1040 \| 60-64 \| 1328 \| \| 568 \| 55-59 \| 824 \| \| 859 \| 50-54 \| 882 \| \| 815 \| 45-49 \| 920 \| \| 942 \| 40-44 \| 888 \| \| 1010 \| 35-39 \| 966 \| \| 948 \| 30-34 \| 911 \| \| 925 \| 25-29 \| 1003 \| \| 798 \| 20-24 \| 852 \| \| 931 \| 15-20 \| 967 \| \| 1099 \| 10-14 \| 971 \| \| 915 \| 5-9 \| 943 \| \| 754 \| 0-4 \| 772 \| |        |             |       |       |       |       |          |
| Статево-вікова піраміда |        |             |       |       |       |       |          |
| Чоловіки | Вік    | Жінки       |       |       |       |       |          |
| 69 | 85 +   | 331         |       |       |       |       |          |
| 91 | 80-84  | 345         |       |       |       |       |          |
| 304 | 75-79  | 827         |       |       |       |       |          |
| 517 | 70-74  | 958         |       |       |       |       |          |
| 543 | 65-69  | 720         |       |       |       |       |          |
| 1040 | 60-64  | 1328        |       |       |       |       |          |
| 568 | 55-59  | 824         |       |       |       |       |          |
| 859 | 50-54  | 882         |       |       |       |       |          |
| 815 | 45-49  | 920         |       |       |       |       |          |
| 942 | 40-44  | 888         |       |       |       |       |          |
| 1010 | 35-39  | 966         |       |       |       |       |          |
| 948 | 30-34  | 911         |       |       |       |       |          |
| 925 | 25-29  | 1003        |       |       |       |       |          |
| 798 | 20-24  | 852         |       |       |       |       |          |
| 931 | 15-20  | 967         |       |       |       |       |          |
| 1099 | 10-14  | 971         |       |       |       |       |          |
| 915 | 5-9    | 943         |       |       |       |       |          |
| 754 | 0-4    | 772         |       |       |       |       |          |

Національний склад населення за даними перепису 2001 року:
| Національність | Кількість осіб | Відсоток |
| -------------- | -------------- | -------- |
| українці       | 27368          | 95,90 %  |
| росіяни        | 551            | 1,93 %   |
| молдовани      | 380            | 1,33 %   |
| вірмени        | 58             | 0,20 %   |
| білоруси       | 44             | 0,15 %   |
| інші           | 137            | 0,48 %   |

Мовний склад населення за даними перепису 2001 року:
| Мова       | Кількість осіб | Відсоток |
| ---------- | -------------- | -------- |
| українська | 27661          | 96,93 %  |
| російська  | 519            | 1,82 %   |
| молдовська | 221            | 0,77 %   |
| вірменська | 50             | 0,18 %   |
| білоруська | 19             | 0,07 %   |
| інші       | 68             | 0,24 %   |

Станом на січень 2015 року кількість мешканців району становила 25 000 осіб, з них міського населення — 7 821 (власне Криве Озеро), сільського — 17 179 осіб.

## Природні багатства
Ґрунт — чорнозем. З природних багатств відома далеко в Україні, Молдові та в дальнім зарубіжжі мінеральна сульфатно-хлоридно-гідрокарбонатна та магнієво-карбонатна вода, розливом і реалізацією якої займається цех місцевої споживкооперації і ЗАТ «Кривоозерська харчосмакова фабрика».
Водні ресурси: річки Південний Буг, Кодима і Бульбока, є також 137 водоймищ, загальною площею 368,5 га.
Загальна площа лісового фонду становить 4532 га, або 5,9 %. Площа району 81443 га. Відсоток від загальної території області — 3,2 %.
Згідно з висновком Одеського науково-дослідного інституту курортології від 19.09.01р. № 938, саме з гранітних кристалічних шарів докембрію видобувається мінеральна природна столова вода «Кривоозерська».
Мінеральна вода «Кривоозерська» включена в ДСТУ 878-93 «Води мінеральні», Міністерством охорони здоров'я України протоколом № 2001-18 підтверджено радіаційну безпеку води та її відповідність НРБУ-97.
Вода видобувається з артезіанської свердловини глибиною 82 м, розробленої в 1984 році, розташованої в Північно-Західній частині Миколаївської області в межах Південно-Східного кордону Волино-Подільської височини (так званий український гранітний щит) в мальовничому селищі з однойменною назвою — Криве Озеро, яке ще на початку XX століття славилося своїми «шипучими водами».
Джерело було освячено єпископом Миколаївським і Вознесенським Питиримом.
За хімічним складом мінеральна вода «Кривоозерська» є сульфатно-хлоридно-гідрокарбонатною, магнієво-кальцієво-натрієвою і призначена для щоденного вживання та приготування їжі (при кип'ятінні допускається незначний мінеральний осад), може вживатися людьми будь-якого віку і стану здоров'я, не має протипоказань до вживання, сприяє процесам травлення, виводить шлаки, має загальне благочинний вплив на організм, забезпечує його необхідними мінеральними речовинами і мікроелементами природного походження.

## Транспорт
Територією району проходить автошлях E95М05.

## Історія
Кривоозерщина — прадавня земля. Її історія йде з глибини сивих віків. Багато що відбувалося на її тернистій дорозі від трипільської доби, козацької вольниці до державної розбудови незалежної України.
Ряд цікавих археологічних знахідок підтверджують, що на районному межиріччі люди жили споконвічно. Вже в епоху кам'яної доби тут мешкали мисливці, які полювали на диких биків-турів та інших звірів. Про це свідчать знайдені на Кривоозерщині кам'яні сокири, молотки, інше примітивне знаряддя. З цих знахідок можна судити про те, що тут жили скіфи, як до нашої ери, так і на початку нашої ери.
У Київському музеї історії України зберігаються пам'ятки землеробської трипільської культури IV—III століття до нашої ери, знайдені на території Кривоозерщини. Пізніше на берегах річок знайдено інші скарби: бронзові знаряддя праці та жіночі прикраси, а також кам'яні форми для їх відливання. Знайдено скарб римських монет.
В «Хронологічному огляді історії Новоросійського краю в 1731—1829 роках», виданому в 1836 році в Одесі, знаходимо згадку про заснування українцями, росіянами, молдованами, поляками ряду населених пунктів вздовж Бугу та Кодими і зокрема селища Кривого Озера. З різних джерел вдалося встановити, що Криве озеро народилося восени — у вересні 1762 року.
Виникло воно не випадково — адже саме тут перетиналися важливі торгові чумацькі шляхи з Польщі в Крим, з Молдови й пониззя Дунаю — у Київ і Чигирин. Тому першими будівлями тут були корчма з постоялим двором. Вже в 1764 році селище налічувало 40 хат.
Існує кілька усних переказів-легенд про походження самої назви Криве Озеро. З них найбільш часто згадуваними є дві. Перша — селище назване так через звивисті криві береги озера, утвореного в давнину старорічищем Кодими. Друга версія теж має підґрунтя. Цей край не раз був свідком жорстоких битв. Настільки кривавих, що після однієї з них танучий сніг і вода в озерах стали червоними (кривавими) від крові. Відтоді це місце начебто одержало назву Криваве Озеро, з часом трансформувавшись у Криве Озеро. Обидві версії не суперечать одна одній, а лише підтверджують далеко непросту минувшину Кривоозерської землі.
Вигідне географічне положення Кривого Озера сприяло тому, що наприкінці XVIII століття лівобережна його частина стала відомим торговим центром. Тут торгували зерном, овочами, промисловими товарами. Та чи не найвідомішими були Кривоозерські ярмарки з продажу рогатої худоби і коней. На Кривоозерському ярмарку можна було за добру ціну продати худобу. Ось чому сюди вели свою живність селяни навіть з Лівобережної України, не говорячи вже про сусідні губернії і повіти. Про масштаби «обороту» худоби свідчать такі дані: на приватній скотобійні щодня забивалося до 400 голів великої рогатої худоби і до 1100 голів дрібної живності.

## Персоналії
У районі народились:
- Єремеєв Борис Романович — Герой Радянського Союзу
- Кадомцева Лариса Олександрівна — український мовознавець.
- Бодня Василь Григорович — Герой Радянського Союзу
- Курячанський Вадим Анатолійович — солдат ЗСУ

## Пам'ятки
У Кривоозерському районі на обліку перебуває 9 пам'яток архітектури, 29 — історії та 2 — монументального мистецтва.

## Політика
25 травня 2014 року відбулися Президентські вибори України. У межах Кривоозерського району було створено 30 виборчих дільниць. Явка на виборах складала — 54,53 % (проголосували 10 433 із 19 134 виборців). Найбільшу кількість голосів отримав Петро Порошенко — 57,75 % (6 025 виборців); Юлія Тимошенко — 12,14 % (1 267 виборців), Сергій Тігіпко — 7,46 % (778 виборців), Олег Ляшко — 7,14 % (745 виборців), Анатолій Гриценко — 3,95 % (412 виборців). Решта кандидатів набрали меншу кількість голосів. Кількість недійсних або зіпсованих бюлетенів — 1,25 %.